# Mooreton
Mooreton est une ville américaine située dans le comté de Richland, dans l’État du Dakota du Nord. Lors du recensement de 2010, sa population s'élevait à 197 habitants.

## Démographie
| 1920 | 1930 | 1940 | 1950 | 1960 | 1970 |
| ---- | ---- | ---- | ---- | ---- | ---- |
| 123  | 147  | 146  | 161  | 164  | 158  |

| 1980 | 1990 | 2000 | 2010 | 2020 | - |
| ---- | ---- | ---- | ---- | ---- | - |
| 216  | 193  | 204  | 197  | 177  | - |

## Source
- (en) Cet article est partiellement ou en totalité issu de l’article de Wikipédia en anglais intitulé « Mooreton, North Dakota » (voir la liste des auteurs).